# جون ويليام دنيس
جون ويليام دنيس (بالإنجليزية: John William Dennis)‏ هو سياسي بريطاني (وحمل سابقاً جنسية المملكة المتحدة لبريطانيا العظمى وأيرلندا)، ولد في 16 مايو 1865، وتوفي في 4 أغسطس 1949. في الانتخابات العمومية البريطانية 1918 ‏، انتخب عضو برلمان المملكة المتحدة الـ31 عن دائرة Birmingham Deritend (UK Parliament constituency) ‏ (14 ديسمبر 1918 – 26 أكتوبر 1922).